# N18 (Kamerun)
Die N18 ist eine Fernstraße in Kamerun, die in Diang beginnt und in Bélabo endet. Sie ist 52 Kilometer lang.